# District historique de The DeGrazia Gallery in the Sun
Le district historique de The DeGrazia Gallery in the Sun – ou The DeGrazia Gallery in the Sun Historic District en anglais – est un district historique américain dans le comté de Pima, en Arizona. Composé de bâtiments construits à compter de 1952 dans le style Pueblo Revival, il est inscrit au Registre national des lieux historiques depuis le 12 octobre 2006.